# Peter Anton von Korff
Peter Anton von Korff (* 26. Dezember 1787 in Tromitten; † 22. Oktober 1864 in Stargard) war ein preußischer Generalleutnant.

## Leben

### Herkunft
Er war der Sohn eines polnischen Rittmeisters von Korff und dessen Ehefrau, einer geborenen von Kurowski.

### Militärkarriere
Korff besuchte die Kadettenhäuser in Kulm und Berlin. Anschließend wurde er am 4. April 1803 als Gefreitenkorporal im Infanterieregiment „von Puttkamer“ der Preußischen Armee angestellt und avancierte Anfang August 1805 zum Portepeefähnrich. Als solcher nahm er während des Vierten Koalitionskrieges in der Schlacht bei Auerstedt teil.
Nach dem Frieden von Tilsit erfolgte am 6. September 1808 seine Versetzung  Colberger Infanterie-Regiment und Anfang Juni 1809 die Beförderung zum Sekondeleutnant. Im Feldzug gegen Russland kämpfte Korff 1812 in den Gefechten bei Eckau, Wollgund und Bausk. Nach dem Feldzug wurde er am 19. Juni 1813 in das 2. Garde-Regiment zu Fuß versetzt und nahm während der Befreiungskriege an der Belagerung von Wittenberg sowie den Schlachten bei Großgörschen, Bautzen, Dresden und Leipzig teil. Für sein Wirken in der Schlacht bei Paris erhielt Korff das Eiserne Kreuz II. Klasse.
Bis Ende Dezember 1815 stieg er zum Kapitän und Kompaniechef im 33. Infanterie-Regiment auf. Daran schloss sich ab dem 12. Februar 1820 eine Verwendung im 34. Infanterie-Regiment, sowie am 30. März 1829 die Beförderung zum Major an. Am 3. März 1830 wurde Korff in das 33. Infanterie-Regiment rückversetzt und am 21. November 1830 dem Garde-Reserve-Landwehr-Regiment aggregiert. Ein Jahr nach der Beförderung zum Oberstleutnant beauftragte man ihn am 25. März 1841 zunächst mit der Führung des 9. Infanterie-Regiments und ernannte Korff am 29. September 1841 zum Regimentskommandeur. In dieser Stellung avancierte er am 7. April 1842 zum Oberst, wurde am 27. März 1847 Kommandeur der 4. Landwehr-Brigade und am 10. Mai 1848 zum Generalmajor befördert. Korff erhielt am 5. Januar 1852 den Roten Adlerorden II. Klasse mit Eichenlaub, bevor er am 16. März 1852 unter Verleihung des Charakters als Generalleutnant seinen Abschied mit Pension nahm. Er wurde am 22. Dezember 1857 dann mit Pension zur Disposition gestellt und starb am 22. Oktober 1864 in Stargard in Pommern.

### Familie
Korff heiratete am 28. Dezember 1819 in Graudenz Emilie Auguste Hertell (* 1803). Aus der Ehe ging die Tochter Antonie Emilie Luise (1822–1891) hervor, die 1844 den späteren preußischen Major Hermann von Brockhusen (1816–1880) ehelichte.